# Unione Sportiva Milanese 1912-1913
Questa pagina raccoglie i dati riguardanti l'Unione Sportiva Milanese nelle competizioni ufficiali della stagione 1912-1913.

## Organigramma societario
Area direttiva
- Presidente: cav. Enrico Maggioni
- Vicepresidente: Leonardo Acquati
- Delegati Federali: rag. Arturo Baraldi (F.I.G.C.).
- Campo: "U.S.M." Via Calabria angolo Via Stelvio.

Area organizzativa
- Segretario: Celso Morbelli
- Cassiere: Emilio Roncoroni

Area tecnica
- Responsabile della Sezione Calcio: Arturo Baraldi
- Allenatore: Commissione Tecnica

## Rosa
| N. |                   | Ruolo | Calciatore               |
| -- | ----------------- | ----- | ------------------------ |
|    | Italia (bandiera) | A     | Arturo Boiocchi          |
|    | Italia (bandiera) | D     | Cesare Boldorini (I)     |
|    | Italia (bandiera) | C     | Alberto Bruciamonti (II) |
|    | Italia (bandiera) | D     | Ezio Burba               |
|    | Italia (bandiera) | C     | Antenore Carrara         |
|    | Italia (bandiera) | C     | Armando Cremonesi        |
|    | Italia (bandiera) | P     | Mario De Simoni          |
|    | Italia (bandiera) | A     | Silvio Frigerio          |
|    | Italia (bandiera) |       | Luigi Ghezzi (I)         |

| N. |                   | Ruolo | Calciatore            |
| -- | ----------------- | ----- | --------------------- |
|    | Italia (bandiera) | C     | Umberto Ghezzi (II)   |
|    | Italia (bandiera) | A     | Anselmo Sardi         |
|    | Italia (bandiera) | D     | Amilcare Pizzi (I)    |
|    | Italia (bandiera) | A     | Felice Pizzi (II)     |
|    | Italia (bandiera) |       | Puppo                 |
|    | Italia (bandiera) | A     | Francesco Soldera (I) |
|    | Italia (bandiera) | A     | Giuseppe Soldera (II) |
|    | Italia (bandiera) | A     | Angelo Tonini         |

## Risultati

### Prima Categoria

#### Girone lombardo-ligure

##### Girone di andata
| Arbitro: | Calì (Genova) |

|                                                |           |  |
| Ferrario 5’, ?’ Nys 15’ Van Hege 25’, 35’, 71’ | Marcatori |  |

| Arbitro: | Moda (Milano) |

|  |           |                   |
|  | Marcatori | , 70’ L. Cevenini |

| Arbitro: | Mauro (Milano) |

|           |           |              |
| Sardi 38’ | Marcatori | 70’ Pizzi II |

| Arbitro: | Valvassori (Torino) |

|                                              |           |  |
| Crocco II 7’, 66’ Eastwood 71’ McPherson 76’ | Marcatori |  |

| Arbitro: | Terzolo (Milano) |

|                       |           |                  |
| Binaghi 38’ Weiss 87’ | Marcatori | 3’, 13’ Pizzi II |

##### Girone di ritorno
| Arbitro: | Calì (Genova) |

|  |           |                                    |
|  | Marcatori | 5’ Ferrario 57’ (aut.) Bruciamonti |

| Arbitro: | Pippo (Genova) |

|                      |           |  |
| L. Cevenini 35’, 42’ | Marcatori |  |

| Arbitro: | Cattaneo (Milano) |

|  |           |           |
|  | Marcatori | 52’ Sardi |

| Arbitro: | Berra (Vercelli) |

|                         |           |                                                 |
| Tonini 30’ Pizzi II 34’ | Marcatori | 40’, 43’ Grant 44’, 88’ Walsingham 80’ Eastwood |

| Arbitro: | Terzolo (Milano) |

|                                       |           |  |
| Tonini 42’ Pizzi II 80’ Soldera I 87’ | Marcatori |  |

## Statistiche

### Statistiche di squadra
| Competizione    | Punti | In casa | In casa | In casa | In casa | In casa | In casa | In trasferta | In trasferta | In trasferta | In trasferta | In trasferta | In trasferta | Totale | Totale | Totale | Totale | Totale | Totale | DR  |
| Competizione    | Punti | G       | V       | N       | P       | Gf      | Gs      | G            | V            | N            | P            | Gf           | Gs           | G      | V      | N      | P      | Gf     | Gs     | DR  |
| --------------- | ----- | ------- | ------- | ------- | ------- | ------- | ------- | ------------ | ------------ | ------------ | ------------ | ------------ | ------------ | ------ | ------ | ------ | ------ | ------ | ------ | --- |
| Prima Categoria | 4     | 5       | 1       | 0       | 4       | 5       | 10      | 5            | 0            | 2            | 3            | 3            | 15           | 10     | 1      | 2      | 7      | 8      | 25     | -17 |

### Statistiche dei giocatori
| Giocatore      | Prima Categoria | Prima Categoria |
| Giocatore      | Presenze        | Reti            |
| -------------- | --------------- | --------------- |
| A. Boiocchi    | 9               | 0               |
| C. Boldorini   | 7               | 1               |
| A. Bruciamonti | 8               | 0               |
| E. Burba       | 10              | 0               |
| A. Carrara     | 9               | 0               |
| A. Cremonesi   | 1               | 0               |
| M. De Simoni   | 10              | 0               |
| S. Frigerio    | 1               | 0               |
| Ghezzi (I)     | 7               | 0               |
| U. Ghezzi (II) | 2               | 0               |
| A. Pizzi       | 10              | 0               |
| F. Pizzi       | 10              | 5               |
| Puppo          | 1               | 0               |
| F. Soldera     | 10              | 1               |
| G. Soldera     | 8               | 0               |
| A. Tonini      | 7               | 2               |